# Malayattur
Malayattur (Malayalam മലയാറ്റൂർ Malayāṯṯūr [ˈmaləjaːtːuːr], auch Malayatoor, Malayattoor) ist ein Ort im indischen Bundesstaat Kerala. Er gehört zu den weltweit acht internationalen katholischen Heiligtümern. Der Ort liegt im Distrikt Ernakulam am rechten Flussufer des Periyar am Fuße der Westghats.
Der internationale Flughafen von Cochin liegt etwa 18 Kilometer von Malayattoor entfernt. Der Flughafen ist gut mit allen großen Flughäfen in Indien und auch mit vielen ausländischen Städten verbunden. Direktflüge sind nach Chennai, Neu-Delhi, Mumbai, Bangalore und Kolkata verfügbar.

## Christlicher Wallfahrtsort
Malayattur ist ein wichtiger christlicher Wallfahrtsort, seit erwähnt wurde, dass nach einer Legende der Apostel Thomas den Ort besucht und eine Kirche auf dem Hügel im Zentrum Malayatturs errichtet haben soll. Hunderte Anhänger suchen den Platz besonders während der heiligen Woche auf.

### Legende
Der Apostel Thomas soll 52 n. Chr. in Kerala bei Kodungallur (Cranganore) gelandet sein. Nach der in mehreren Varianten überlieferten Legende kam er im Jahr 62 von der Küste von Malamkara nach Malayattur, wo er eine kleine christliche Gemeinde gründete.
Auf dieser Reise soll er angesichts der ihm feindlich gesinnten Einwohner auf einen Hügel geflohen sein. Dort habe er so lange gebetet, dass seine Füße tiefe Spuren auf dem Felsen hinterlassen haben. Als er während des Gebets den Felsen berührte, soll dort Blut – nach anderen Erzählungen heilendes Wasser – herausgequollen sein.
Später stiegen Männer zum Jagen auf den Berg. In der Nacht sahen sie ein glitzerndes Kreuzzeichen auf dem Felsen. Aus Neugier schlugen sie mit ihren Waffen gegen den Felsen, aus dem zu ihrer Überraschung Blut heraussprudelte. Sie rannten ins Tal und sagten es den Einheimischen. Darauf pilgerten die Leute zu diesem Berg, und während sie dort beteten, sollen dort Wunder geschehen sein.

### Fest
Das Hauptfest findet am ersten Sonntag nach Ostern statt. Die Pilger gehen den Hügel hinauf und rufen ununterbrochen „Ponnum Kurishu Muthappo, Ponmala Kayattom“, was bedeutet: „O Patriarch des Goldenen Kreuzes! Besteigen wir diesen goldenen Hügel!“ Am Ufer des Periyar gibt es eine 900 gegründete, dem heiligen Thomas geweihte Kirche, die als Pfarrkirche dient. Das jährliche Fest dieser Kirche ist als „Malayatoor Perunal“ bekannt und wird in den Monaten März bis April gefeiert. St. Thomas und Thamizakam: Der Platz von St. Thomas im Leben tamilischer Gläubiger ist nicht zu übersehen. Muthappan, der Name, unter dem seine Anhänger diesen Berg anrufen, stammt möglicherweise aus Tamizakam. Eine gute Anzahl von Pilgern, die Kurisumudy besuchen und Muthappans Segen suchen, stammt aus Tamil Nadu. Die entscheidende Rolle, die die Karawanenroute zwischen Kodungalloor und Madras seit jeher spielt, hat sicherlich zu dieser spirituellen und kulturellen Verbindung zwischen Kerala und Tamil Nadu beigetragen.